# Storm the Gates of Hell
Storm the Gates of Hell é o quarto álbum de estúdio da banda de Metalcore Demon Hunter, lançado a 6 de Novembro de 2007 pela gravadora Solid State Records.
O disco estreou no nº 85 da Billboard 200, e vendeu mais de 10 mil e 500 cópias na primeira semana de lançamento.

## Faixas
Faixas bónus apenas na edição especial
1. "Storm the Gates of Hell" - 2:47
2. "Lead Us Home" - 4:24
3. "Sixteen" (com Bruce Fitzhugh da banda Living Sacrifice) - 5:18
4. "Fading Away" - 4:11
5. "Carry Me Down" - 4:32
6. "A Thread of Light" - 3:35
7. "I Am You" - 4:14
8. "Incision" - 5:14
9. "Thorns" - 4:06
10. "Follow the Wolves" - 3:55
11. "Fiction Kingdom" - 4:53
12. "The Wrath of God" - 4:05

### Edição especial
1. "No Reason To Exist" - 3:23
2. "Grand Finale" - 4:37

## Créditos
- Ryan Clark - Vocal
- Don Clark - Guitarra
- Ethan Luck - Guitarra
- Jonathan Dunn - Baixo
- Timothy Watts - bateria